# 小行星6798
小行星6798（6798 Couperin）是一颗绕太阳运转的小行星，为主小行星带小行星。该小行星于1993年5月14日发现。

## 轨道参数
小行星6798的轨道半长轴为2.9354031 UA，离心率为0.107。